# Premio Teramo per un racconto inedito
Il Premio Teramo per un racconto inedito, fondato da Giammario Sgattoni nel 1959, chiuse la sua prima fase con la ventesima edizione, tenutasi nel 1978. Dopo un periodo di interruzione ha ripreso vita nel 1986.

## Articolazioni del Premio
La formula ideata da Sgattoni per il Premio si rivolgeva sia agli autori affermati che ai giovani e agli esordienti, senza trascurare quanti praticavano la scrittura in ambito regionale.
A un premio "ufficiale", interessante anche da un punto di vista economico, affiancò infatti un premio riservato a uno scrittore abruzzese (oggi intitolato a Mario Pomilio) e un premio destinato a uno scrittore giovane (oggi intitolato a Giacomo Debenedetti).

La fortuna del Premio è testimoniata dalla folta partecipazione dei concorrenti, oltre 500 nell'edizione 1964.

Determinante per il successo dell'iniziativa la fitta rete di contatti e relazioni personali che Giammario Sgattoni aveva sempre coltivato all'interno del mondo letterario nazionale.

## La giuria
Nel 1959 Giammario Sgattoni fondò il Premio Teramo per un racconto inedito. Sorto inizialmente come iniziativa di ambito studentesco, il "Teramo" già dalla seconda edizione, quella del 1960, si affermò come Premio letterario di rilievo nazionale, con una giuria di cui fecero parte Diego Valeri come presidente, Carlo Betocchi, Carlo Bo, Giacomo Debenedetti, Enzio Di Poppa Volture, Raffaele Passino con lo stesso Sgattoni in veste di segretario.

Nel 1977, alla scomparsa di Valeri, fu Carlo Bo ad assumere la presidenza della Giuria della quale entrarono a far parte successivamente anche Luigi Baldacci, Libero de Libero e Michele Prisco, di volta in volta chiamati in sostituzione di giurati ritirati o scomparsi.

## I Segretari
Nel corso degli anni, il Premio Teramo ha subito alcune interruzioni dovute, per lo più, ai cambi dell'amministrazione a seguito dei diversi esiti elettorali. Il Premio è infatti emanazione diretta della Città di Teramo, il cui Sindaco nomina annualmente il Segretario (che naturalmente può essere confermato). Questi i nomi dei Segretari che si sono succeduti alla guida del Premio Teramo dal 1960 a oggi (la prima edizione, quella del 1959, fu coordinata da un comitato e non era diretta, come sarebbe avvenuto a cominciare dall'anno successivo, da un Segretario appositamente incaricato):
- Giammario Sgattoni (dal 1960 al 1978);
- Marcello Sgattoni (dal 1986 al 1991);
- Nicola De Fabritiis (dal 1992 al 1998);
- Paolo Araclio (dal 2002 al 2004);
- Gianni Melozzi (dal 2005 al 2010);
- Simone Gambacorta (dal 2011 al 2013);
- Paolo Ruggieri (dal 2016 al 2025)

## L'archivio del Premio
Fin dalla prima edizione, Sgattoni pensò inoltre di raccogliere tutti i manoscritti dei partecipanti in uno speciale "fondo" appositamente creato presso la Biblioteca regionale Melchiorre Dèlfico di Teramo.

L'archivio ha oggi assunto straordinarie proporzioni, con migliaia di racconti riferibili a importanti figure della letteratura contemporanea come anche a semplici cittadini che, magari anche solo per una volta, sentirono il desiderio di esprimersi e raccontarsi in campo letterario.

Le vicende della prima fase del Premio, con il testo dei racconti vincenti, la composizione delle giurie, gli elenchi dei premiati nelle varie categorie, sono riscontrabili nel volume Vent'anni di racconti. Premio Teramo 1959/1978. Il volume venne pubblicato dalla Topografia Eco Editrice di San Gabriele di Isola del Gran Sasso d'Italia (Teramo) con una tiratura di tremila esemplari nel settembre 1980 per conto dell'Ente provinciale per il Turismo di Teramo. Esso è introdotto dalla  Prefazione  di Carlo Bo e dalla "Dichiarazione d'Amore" di Diego Valeri e riporta al termine le notizie riguardanti il Comitato promotore del Premio e la sua Cronistoria.
I vincitori e il titolo dei racconti dal 1959 al 1978:
- Mauro Senesi, Il leone di Antalu (1959)
- Michele Lalli, Costruivamo una diga (1960)
- Giovanni Pirelli, L'otto settembre della vedova Bianchi (1961)
- Fulvio Longobardi, Ciao Papà (1962)
- Antonino Di Giorgio, L'amico di mio fratello (1963)[2]
- Andrea Zanzotto, Premesse all'abitazione (1964)
- Gino Bacchetti, La corrente (1965)
- Mimì Zorzi, La signora Emma e il dolore (1966)
- Piero Santi, Il nove, il dieci luglio (1967)
- Mario Pomilio, Il vicino (1968)
- Antonio Altomonte, L'altra pelle (1969)
- Luigi de' Simone, La regressione (1970)
- Rossana Ombres, Interferenze ferroviarie (1971)
- Francesco Burdin, Ipotesi quarta (1972)
- Silvano Ceccherini, Un giorno uguale e diverso (1973)
- Adriano Salvatori, Clessidra su tre ruote (1974)
- Vanni Ronsisvalle, Finali (1975)
- Gino Nogara, Recita d'addio (1976)
- Alberto Lecco, Morte di un padre (1977)
- Caterina Lelj, Si respirava liberty (1978)

## La seconda fase del Premio, dal 1986
Dopo una decennale sosta, il Premio riprese vita nel 1986. Di recente Giammario Sgattoni è stato nominato Presidente onorario del "Teramo" che negli ultimi anni si è arricchito di nuove sezioni, mentre la giuria e la segreteria hanno subito frequenti e sostanziali mutamenti.

Per la lettura del Bando, con il Regolamento, l'articolazione delle diverse Sezioni e la composizione della giuria va consultato di volta in volta lo specifico sito Internet.